# 宽瓣山梅花
宽瓣山梅花（学名：Philadelphus tenuifolius var. latipetalus）为虎耳草科山梅花属下的一个变种。

## 扩展阅读
- 維基物種上的相關：宽瓣山梅花